# Félix de Marimón y de Tord

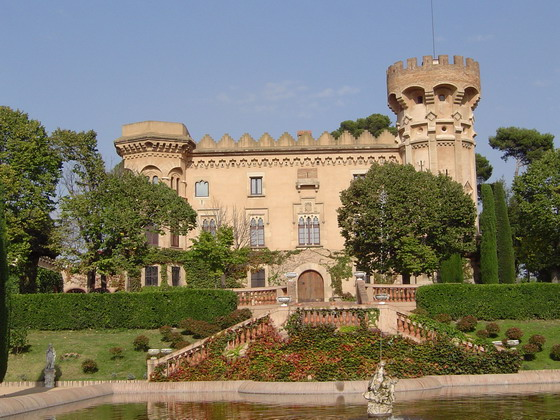
Castillo de San Marcial, casa solariega de los Marimón, declarada Bien de Interés Cultural y ubicada en la localidad de Sardañola del Vallés.

Félix de Marimón y de Tord (Barcelona, 1636 - Madrid, 1721), I marqués de Serdañola y señor del Castillo de San Marcial, fue un noble y militar español. General de dragones durante la Guerra de Sucesión, en el bando de Felipe V, participó en el sitio de Cardona (1711) y en el Sitio de Barcelona (1713-1714), batalla final de la contienda.

## Biografía
Era hijo del señor de Serdañola, Juan de Marimón y Farnés, y de Elionor Tord y Despalau. Casó el 23 de octubre de 1660 con Jerónima de Corvera-Sancliment, con la que tuvo, al menos, un hijo: José de Marimón y Corvera-Sancliment, que sucedió a su padre en el marquesado.
En 1685 intervino en las negociaciones con los franceses para establecer una tregua. Contribuyó en el apaciguamiento de la revuelta de los Barretines. Fue regente de la tesorería de Cataluña, y en 1688 fue nombrado regente del Consejo de Aragón y estableció su residencia en Madrid. El 13 de septiembre de 1690, el rey Carlos II le otorgó el título de Marqués de Serdañola.
Cuando estalló la Guerra de Sucesión, se unió al bando de Felipe V (Borbón). Fue general de dragones y participó en el Sitio de Cardona de 1711. Posteriormente, fue enviado a Balsareny, pero fue derrotado por Antonio Desvalls y de Vergós antes de llegar a su destino. Se vengó incendiando Sallent. Participó en el asalto final de Barcelona, en el Sitio de Barcelona (1713-1714) que concluyó el 11 de septiembre de 1714, cuando Félix de Marimón entró victorioso en la ciudad condal.